# Harold II., Angleški
Harold Godwinson (rodil se je okoli 1022, umrl je 4. oktobra 1066), pogosto imenovan Harold II., je bil zadnji anglosaški kralj Anglije. Harold je vladal od 6. januarja 1066  do svoje smrti. Umrl je v bitki pri Hastingsu 14. oktobra 1066 v boju proti normanskim osvajalcem, ki jih je vodil Viljem Osvajalec. Njegova smrt je pomenila konec vladavine Anglosasov v Angliji.
Harold je bil močan grof in član ugledne anglosaške družine, povezane s  Knutom Velikim. Po smrti Edvarda Spoznavalca januarja 1066 je bil sklican sestanek modrih mož (witenagemot) in Harold je bil izbran za naslednika; kronan je bil v Westminstrski opatiji. Konec septembra je uspešno odgnal svojega tekmeca norveškega kralja Haralda Hardrada, nato pa je s svojo vojsko odkorakal nazaj na jug, da bi se čez približno dva tedna spopadel z Viljemom Osvajalcem pri Hastingsu.

## Družina
Harold je bil sin Godvina (1001–1053), mogočnega wesseškega grofa, in Gite Torkelsdóttir, svakinje angleškega in danskega kralja Knuta Velikega. Gitin brat je bil grof Ulf, ki se je poročil s Knutovo sestro Estrid (okoli 1015/1016). Tako je postal Ulf svak kralja Svena Vilobradega (umrl 1014); Ulfov in Estridin sin je postal danski kralj Sven II. leta 1047. Godvin je bil sina Wulfnotha, verjetno plemič (thegn) in po rodu iz Sussexa. Godvin je začel svojo politično kariero s podporo kralja Edmunda Železnobokega (vladal je od aprila do novembra 1016), ki ga je zamenjal Knut leta 1018, ko ga je Knut imenoval za grofa Wessexa. Godvin je bil grof ves preostanek Knutovega vladanja in bil eden od le dveh grofov, ki sta preživela do koncu tega vladanja. Po Knutovi smrti leta 1035 je Godvin sprva podprl Hardeknuda namesto Knutovega prvega naslednika Harolda Harefoota, vendar je leta 1037 zamenjal stran, a ne brez vpletenosti v umor Alfreda Ethelinga, polbrata Hardeknuda in mlajšega brata poznejšega kralja Edvarda Spoznavalca, leta 1036. Ko je Harold Harefoot leta 1040 umrl, je Hardeknud postal kralj Anglije, Godvinova moč pa je bila ogrožena zaradi vpletenosti v Alfredov umor, a mu je prisegel in dal veliko darilo, da si je zagotovil kraljevo naklonjenost. Verjetno pa je bil leta 1042 Godvin vpleten v kraljevo smrt, saj je Edvardu Spoznavalcu pomagal, da je zasedel kraljevi prestol. Leta 1045 je Godvin dosegel svojo največjo moč, saj se je novi kralj poročil z Godvinovo hčerko Edith. Godvin in Gita sta imela šest sinov: Svena, Harolda, Tostiga, Girta, Leofwina in Wulfnota in tri hčere Edith Wesseško (prvotno Gita, vendar preimenovana v Ealdgith (ali Edith), ko se je poročila s kraljem Edvardom Spoznavalcem), Gunhildo in Elfgifo. Rojstni datumi sinov niso znani, vendar je bil Sven najstarejši, Harold pa drugi sin.  Harold je bil leta 1045 star okoli 25 let, torej se je rodil okoli leta 1020. 

## Mogočni plemiči
Edith se je poročila z Edvardom 23. januarja 1045, ko je Harold postal grof Vzhodne Anglije in se redno pojavlja kot grof v dokumentih. Eden od razlogov za njegovo imenovanje v Vzhodni Angliji je bila morda potreba po obrambi pred grožnjo norveškega kralja Magnusa Dobrega. Morda je Harold vodil nekaj ladij iz svoje grofije v Sandwich leta 1045 zoper Magnusa. Sven, Haroldov starejši brat, je bil imenovan za grofa leta 1043. Harold je začel razmerje z Edith Swanneck, ki je bila najbrž dedinja ozemelj v Cambridgeshiru, Suffolku in Essexu, ozemlje Haroldove nove grofije.  Oblika razmerja ni bila zakonska zveza, ker ni bilo blagoslovljeno v cerkvi, ampak je znana kot more danico ali 'danski način', in jo je v tistem času uporabljala večina laikov v Angliji. Vsi otroci take zveze so bili zakoniti. Harold je verjetno vstopil v odnos, da bi zagotovil podporo svoji novi grofiji.
Leta 1047 je bil starejši brat Sven izgnan po ugrabitvi opatinje Leominstra. Njegove posesti so bile razdeljene med Harolda in bratranca Beorna. Leta 1049 je bil Harold poveljnik ladij, ki so bile poslane v pomoč nemškemu cesarju Henriku III. proti Baldvinu V., grofu Flandrije, ki se je uprl Henriku. Nato se je Sven vrnil v Anglijo in poskušal doseči kraljevo pomilostitev, vendar sta Harold in Beorn zavrnila, da bi vrnila svoje posesti. Ko je Sven zapustil kraljevi dvor, je za talca vzel Beorna in ga nato ubil.
Ko je bil leta 1051 grof Godvin poslan v izgnanstvo, je Harold spremljal svojega očeta in mu je čez eno leto pomagal, da je ponovno pridobil svoj položaj. Godvin je leta 1053 umrl in Harold ga je nasledil kot grof Wessexa (južna tretjina Anglije). Bil je najmočnejša osebnost v Angliji za kraljem.
Harold je leta 1058 postal tudi grof Herefordski in zamenjal svojega pokojnega očeta kot nasprotje večjemu vplivu Normanov v Angliji pod obnovljeno monarhijo (1042–66) z Edvardom Spoznavalcem, ki je v izgnanstvu v Normandiji preživel več kot 25 let. Vodil je vrsto uspešnih akcij (1062–63) proti Gruffyddu ap Llywelynu Gwyneddskemu, vladarju Walesa. Ta spopad se je končal s porazom in smrtjo Gruffydda leta 1063.

### Harold v severni Franciji
Leta 1064 je Harold očitno doživel brodolom pri Ponthieuju. O tem potovanju je veliko špekulacij. Splošno znano je, da je odšel iz Boshama in zgrešil pravo pot ter pristal v Ponthieuju. Bil je ujetnik grofa Guya I. iz Ponthieuja, nato pa kot talec prepeljan na grad v Beaurain, 24,5 km do ustja reke Canche, danes Le Touquet. Vojvoda Viljem je kmalu prišel in odredil Guyu predajo Harolda. Ta je očitno spremljal Viljema v boju proti Konanu II., vojvodu Bretanje. Ko so prišli v Bretanjo mimo utrjene opatije Mont Saint-Michel, je Harold reševal dva Viljemova vojaka iz živega peska. Konana so preganjali od Dol-de-Bretagne do Rennesa in končno do Dinana, kjer se je predal. Na tapiseriji Viljem predaja Haroldu orožje in grb viteza. Drugi normanski viri pa pišejo, da je Harold prisegel ob sveti relikviji Viljemu in njegovemu zahtevku za angleški prestol. Po Edvardovi smrti so Normani hitro prevzeli angleško krono in s Haroldom razdrli domnevno prisego.
Kronist Orderik Vitalis opisuje Harolda kot "zelo visokega in postavnega, opaznega zaradi svoje fizične moči, poguma in zgovornosti, šal in dejanj junaka. Toda kaj pomenijo ti darovi brez časti, ki je bistvo vsega dobrega?"
Zaradi podvojitve davkov leta 1065 je grozila nevarnost, da se Anglija pogrezne v državljansko vojno, zato je Harold podprl northumbrijske upornike proti svojemu bratu Tostigu in ga zamenjal z Morcarjem. To je okrepilo njegovo možnost, da postane Edvardov naslednik, a je usodno razdelil svojo družino; Tostig je sklenil zavezništvo z norveškim kraljem Haraldom Hardradom.

## Harold kot kralj
Ob koncu leta 1065 je kralj Edvard Spoznavalec padel v komo, ne da bi določil naslednika. Umrl je 5. januarja 1066, kot je zapisano v delu Vita Edwardi Regis (Življenje kralja Edvarda), ki je zgodovinski rokopis anonimnega avtorja iz leta 1067 po naročilu kraljice Edith, žene kralja Edvarda Spoznavalca. En ohranjen rokopis, datiran v okoli 1100, je zdaj v Britanski knjižnici, a) se je na kratko zavedel in kraljestvo predal svoji ženi, Harolda pa določil za pokrovitelja. Ko je bil naslednji dan sklican zbor modrih, so izbrali Harolda, njegovo kronanje je bilo 6. januarja najverjetneje v Westminstrski opatiji, čeprav o tem ni ohranjenih dokazov. Čeprav kasnejši normanski viri opozarjajo na hitrost tega kronanja, je lahko bil razlog to, da so bili vsi plemiči v deželi v Westminstru za praznik Svetih treh kraljev in ne zaradi kakšnega nasilnega prevzema prestola.
V začetku januarja 1066 je normandijski vojvoda Viljem II. začel načrtovati napad na Anglijo, zgradil je 700 vojnih ladij in odpluli so proti Dives-sur-Mer na normandijski obali. Ko je Viljem prejel blagoslov Cerkve, so se mu pridružili tudi drugi plemiči. V pričakovanju vdora je Harold sestavil svoje čete na otoku Wight, a je flota ostala v pristanišču skoraj sedem mesecev, morda zaradi neugodnih vetrov. 8. septembra je Harold razpustil svojo vojsko in se vrnil v London. Isti dan je norveški kralj Harald Hardrad, ki je tudi zahteval angleško krono, skupaj s Tostigom napadel in s svojo floto pristal na ustju Tyne.
Sile Hardrada in Tostiga so premagale angleškega grofa Edvina iz Mercie in Morcarja iz Northumbrije v bitki pri Fulfordu v bližini Yorka 20. septembra 1066. Harold je odpeljal svojo vojsko na sever, dosegel Yorkshire v štirih dneh in Hardrada presenetil. 25. septembra je v bitki za Stamford Bridge Harold premagal Hardrada in Tostiga, ki sta bila ubita.
Po Snorriju Sturlusonu je pred bitko en sam človek prišel pred Haralda Hardrada in Tostiga. Ni se predstavil, a je Tostigu ponudil vrnitev grofije, če bi se obrnil proti Hardradu. Tostig je vprašal, kaj je njegov brat Harold pripravljen dati Hardradu. Tujec je odgovoril: "Sedem metrov angleške zemlje, ker je višji od drugih ljudi." Potem se je obrnil nazaj k Sasom. Hardrad je bil navdušen nad drznostjo prišleka in vprašal Tostiga, kdo je bil. Tostig je odgovoril, da je bil sam Harold Godwinson.

## Smrt
Ideja, da je Harold umrl zaradi puščice, ki mu je prebodla oko, je priljubljena še danes, vendar je to zgodovinska legenda in o tem še danes razpravljajo. Normanski zapis bitke z naslovom Carmen de Hastingae Proelio ('Pesem o bitki pri Hastingsu') pravi, da jo je Guy, škof Amiensa, napisal kmalu po bitki, in pravi, da so Harolda ubili štirje vitezi, verjetno tudi vojvoda Viljem, in njegovo telo razkosali. Anglo-normanska zgodovinarja 12. stoletja William Malmesbury z delom Gesta Regum Anglorum in Henrik Huntington  z delom Historia Anglorum trdita, da je Harold umrl zaradi puščice v glavi. Zgodnejši vir, Amatus iz Montecassina  v delu L'Ystoire de li Normant ('Zgodovina Normanov'), ki je bilo napisano 20 let po bitki pri Hastingsu, navaja, da je bil Harold ustreljen v oko s puščico, vendar je to lahko dodatek iz zgodnjega 14. stoletja.  Kasnejši zapisi navajajo eno ali obe različici.
Lik v tapiseriji iz Bayeuxa z napisom Harold Rex Interfectus Est ('Harold kralj je ubit') je upodobljen s puščico, ki je priletela v njegovo oko, vendar pa so se nekateri zgodovinarji spraševali, ali je ta človek res Harold ali ni morda na naslednji sliki, ko leži desno pod kopiti konj. Jedkanice iz tapiserije iz 1730-ih kažejo stoječo figuro z različnimi predmeti. Benoitova skica iz leta 1729 kaže le pikčasto črto, ki označuje šive brez znakov peres, medtem ko so vse preostale puščice na tapiseriji s peresi. Gravura Bernarda iz Montfaucona iz leta 1730 ima trdno linijo, ki spominja na kopje in poteka zgoraj na sliki na levi strani. Stothardov akvarel iz leta 1819 prvič kaže naperjeno puščico v očesu figure. 
Morda sta oba opisa točna in je bil Harold najprej ranjen v oči, nato v druge organe in tapiserija to prikazuje v zaporedju. 

## Grob in zapuščina
Sodobni kronist William Poitiers navaja, da je Haroldovo telo pokopal William Malet:
 Dva brata kralja sta bila najdena v bližini in Harold sam je imel odstranjene vse znake časti in ga ni bilo mogoče prepoznati po obrazu, ampak le po nekaterih znakih na njegovem telesu. Njegovo truplo je bilo odneseno v vojvodov tabor in Viljem ga je dal za pokop Viljemu z vzdevkom Malet in ne Haroldovi materi, ki je ponudila za telo svojega ljubljenega sina težo v zlatu. Vojvoda je menil, da je nespodobno, da bi vzel denar za truplo in da je prav, da Harolda pokopljejo, kot je želela njegova mati. V šali je bilo rečeno, da bi morali tistega, ki je varoval obalo s tako brezčutno vnemo, pokopati ob obali. 
Drugi vir navaja, da so Haroldovo vdovo Edith Swanneck poklicali, da bi prepoznala truplo in naredila poseben znak, ki ga je poznala samo ona. Haroldove močne povezave z Boshamom, njegovim rojstnim krajem, in odkritje anglosaške krste v tamkajšnji cerkvi leta 1954, so povzročili, da je to  kraj pokopa kralja Harolda. Zahtevo za izkop groba v cerkvi v Boshamu je zavrnila škofija Chichester decembra 2003, ko je predstojnik ugotovil, da so možnosti za določitev identitete telesa kot Harolda preveč krhke, da bi upravičeno motili pokopališče. Prejšnji izkop je razkril ostanke človeka, ki je bil predvidoma star okoli 60 let, manjkajo glava, ena noga in spodnji del druge noge, opis je skladen z usodo kralja, kot je zapisano v pesmi Carmen. Po njej je bil Harold pokopan ob morju, kar se ujema z zapisom Williama Poitiersa in  identifikacijo groba v Boshamski cerkvi, ki je blizu chichestrskega pristanišča s pogledom na Rokavski preliv. 
Haroldovega sina Ulfa je kralj Viljem skupaj z Morcarjem in dvema drugima izpustil iz zapora, ko je umiral leta 1087. Dva druga Haroldova sinova, Godvin in Edmund, sta napadla Anglijo leta 1068 in 1069 s pomočjo visokega irskega kralja  Diarmaita mac Máela na mBója. V Cornwall je vdrl pozno leta 1082, vendar je umrl v nejasnih okoliščinah na Irskem.

### Družinsko drevo
|                |                |                |                |                     |                     |                     |                     |                     |                     |               |               | Godvin Wesseški     | Godvin Wesseški     | Godvin Wesseški     | Godvin Wesseški     | Godvin Wesseški     | Godvin Wesseški     |                  |                  | Gita Torkelsdóttir  | Gita Torkelsdóttir  | Gita Torkelsdóttir  | Gita Torkelsdóttir  | Gita Torkelsdóttir                   | Gita Torkelsdóttir                   |                                      |                                      |                                      |                                      |                              |                              |                              |                              |                      |                      |                           |                           |                           |                           |                           |                           |                  |                  |                    |                    |                    |                    |                    |                    |                |                |                    |                    |                    |                    |                                                                 |                                                                 |                                                                 |                                                                 |                                                                 |                                                                 |
|                |                |                |                |                     |                     |                     |                     |                     |                     |               |               | Godvin Wesseški     | Godvin Wesseški     | Godvin Wesseški     | Godvin Wesseški     | Godvin Wesseški     | Godvin Wesseški     |                  |                  | Gita Torkelsdóttir  | Gita Torkelsdóttir  | Gita Torkelsdóttir  | Gita Torkelsdóttir  | Gita Torkelsdóttir                   | Gita Torkelsdóttir                   |                                      |                                      |                                      |                                      |                              |                              |                              |                              |                      |                      |                           |                           |                           |                           |                           |                           |                  |                  |                    |                    |                    |                    |                    |                    |                |                |                    |                    |                    |                    |                                                                 |                                                                 |                                                                 |                                                                 |                                                                 |                                                                 |
|                |                |                |                |                     |                     |                     |                     |                     |                     |               |               |                     |                     |                     |                     |                     |                     |                  |                  |                     |                     |                     |                     |                                      |                                      |                                      |                                      |                                      |                                      |                              |                              |                              |                              |                      |                      |                           |                           |                           |                           |                           |                           |                  |                  |                    |                    |                    |                    |                    |                    |                |                |                    |                    |                    |                    |                                                                 |                                                                 |                                                                 |                                                                 |                                                                 |                                                                 |
|                |                |                |                |                     |                     |                     |                     |                     |                     |               |               |                     |                     |                     |                     |                     |                     |                  |                  |                     |                     |                     |                     |                                      |                                      |                                      |                                      |                                      |                                      |                              |                              |                              |                              |                      |                      |                           |                           |                           |                           |                           |                           |                  |                  |                    |                    |                    |                    |                    |                    |                |                |                    |                    |                    |                    |                                                                 |                                                                 |                                                                 |                                                                 |                                                                 |                                                                 |
| Sven Godwinson | Sven Godwinson | Sven Godwinson | Sven Godwinson | Sven Godwinson      | Sven Godwinson      |                     |                     | Edith Sanneck       | Edith Sanneck       | Edith Sanneck | Edith Sanneck | Edith Sanneck       | Edith Sanneck       |                     |                     | Harold Godwinson    | Harold Godwinson    | Harold Godwinson | Harold Godwinson | Harold Godwinson    | Harold Godwinson    |                     |                     | Edita iz Mercije, hči grofa Elfgarja | Edita iz Mercije, hči grofa Elfgarja | Edita iz Mercije, hči grofa Elfgarja | Edita iz Mercije, hči grofa Elfgarja | Edita iz Mercije, hči grofa Elfgarja | Edita iz Mercije, hči grofa Elfgarja |                              |                              | Gruffydd ap Llywelyn         | Gruffydd ap Llywelyn         | Gruffydd ap Llywelyn | Gruffydd ap Llywelyn | Gruffydd ap Llywelyn      | Gruffydd ap Llywelyn      |                           |                           | Tostig Godwinson          | Tostig Godwinson          | Tostig Godwinson | Tostig Godwinson | Tostig Godwinson   | Tostig Godwinson   |                    |                    | Edith Wesseška     | Edith Wesseška     | Edith Wesseška | Edith Wesseška | Edith Wesseška     | Edith Wesseška     |                    |                    | Edvard Spoznavalec (okoli 1004–1066) angleški kralj (1042–1066) | Edvard Spoznavalec (okoli 1004–1066) angleški kralj (1042–1066) | Edvard Spoznavalec (okoli 1004–1066) angleški kralj (1042–1066) | Edvard Spoznavalec (okoli 1004–1066) angleški kralj (1042–1066) | Edvard Spoznavalec (okoli 1004–1066) angleški kralj (1042–1066) | Edvard Spoznavalec (okoli 1004–1066) angleški kralj (1042–1066) |
| Sven Godwinson | Sven Godwinson | Sven Godwinson | Sven Godwinson | Sven Godwinson      | Sven Godwinson      |                     |                     | Edith Sanneck       | Edith Sanneck       | Edith Sanneck | Edith Sanneck | Edith Sanneck       | Edith Sanneck       |                     |                     | Harold Godwinson    | Harold Godwinson    | Harold Godwinson | Harold Godwinson | Harold Godwinson    | Harold Godwinson    |                     |                     | Edita iz Mercije, hči grofa Elfgarja | Edita iz Mercije, hči grofa Elfgarja | Edita iz Mercije, hči grofa Elfgarja | Edita iz Mercije, hči grofa Elfgarja | Edita iz Mercije, hči grofa Elfgarja | Edita iz Mercije, hči grofa Elfgarja |                              |                              | Gruffydd ap Llywelyn         | Gruffydd ap Llywelyn         | Gruffydd ap Llywelyn | Gruffydd ap Llywelyn | Gruffydd ap Llywelyn      | Gruffydd ap Llywelyn      |                           |                           | Tostig Godwinson          | Tostig Godwinson          | Tostig Godwinson | Tostig Godwinson | Tostig Godwinson   | Tostig Godwinson   |                    |                    | Edith Wesseška     | Edith Wesseška     | Edith Wesseška | Edith Wesseška | Edith Wesseška     | Edith Wesseška     |                    |                    | Edvard Spoznavalec (okoli 1004–1066) angleški kralj (1042–1066) | Edvard Spoznavalec (okoli 1004–1066) angleški kralj (1042–1066) | Edvard Spoznavalec (okoli 1004–1066) angleški kralj (1042–1066) | Edvard Spoznavalec (okoli 1004–1066) angleški kralj (1042–1066) | Edvard Spoznavalec (okoli 1004–1066) angleški kralj (1042–1066) | Edvard Spoznavalec (okoli 1004–1066) angleški kralj (1042–1066) |
|                |                |                |                |                     |                     |                     |                     |                     |                     |               |               |                     |                     |                     |                     |                     |                     |                  |                  |                     |                     |                     |                     |                                      |                                      |                                      |                                      |                                      |                                      |                              |                              |                              |                              |                      |                      |                           |                           |                           |                           |                           |                           |                  |                  |                    |                    |                    |                    |                    |                    |                |                |                    |                    |                    |                    |                                                                 |                                                                 |                                                                 |                                                                 |                                                                 |                                                                 |
|                |                |                |                |                     |                     |                     |                     |                     |                     |               |               |                     |                     |                     |                     |                     |                     |                  |                  |                     |                     |                     |                     |                                      |                                      |                                      |                                      |                                      |                                      |                              |                              |                              |                              |                      |                      |                           |                           |                           |                           |                           |                           |                  |                  |                    |                    |                    |                    |                    |                    |                |                |                    |                    |                    |                    |                                                                 |                                                                 |                                                                 |                                                                 |                                                                 |                                                                 |
|                |                |                |                |                     |                     |                     |                     |                     |                     |               |               |                     |                     |                     |                     |                     |                     |                  |                  |                     |                     |                     |                     |                                      |                                      |                                      |                                      |                                      |                                      |                              |                              |                              |                              |                      |                      |                           |                           |                           |                           |                           |                           |                  |                  |                    |                    |                    |                    |                    |                    |                |                |                    |                    |                    |                    |                                                                 |                                                                 |                                                                 |                                                                 |                                                                 |                                                                 |
|                |                |                |                |                     |                     |                     |                     |                     |                     |               |               |                     |                     |                     |                     |                     |                     |                  |                  |                     |                     |                     |                     |                                      |                                      |                                      |                                      |                                      |                                      |                              |                              |                              |                              |                      |                      |                           |                           |                           |                           |                           |                           |                  |                  |                    |                    |                    |                    |                    |                    |                |                |                    |                    |                    |                    |                                                                 |                                                                 |                                                                 |                                                                 |                                                                 |                                                                 |
|                |                |                |                | Godvin (rojen 1049) | Godvin (rojen 1049) | Godvin (rojen 1049) | Godvin (rojen 1049) | Godvin (rojen 1049) | Godvin (rojen 1049) |               |               | Edmund (rojen 1049) | Edmund (rojen 1049) | Edmund (rojen 1049) | Edmund (rojen 1049) | Edmund (rojen 1049) | Edmund (rojen 1049) |                  |                  | Magnus (rojen 1051) | Magnus (rojen 1051) | Magnus (rojen 1051) | Magnus (rojen 1051) | Magnus (rojen 1051)                  | Magnus (rojen 1051)                  |                                      |                                      | Gunhild Wesseški (1055–1097)         | Gunhild Wesseški (1055–1097)         | Gunhild Wesseški (1055–1097) | Gunhild Wesseški (1055–1097) | Gunhild Wesseški (1055–1097) | Gunhild Wesseški (1055–1097) |                      |                      | Gita Wesseška (1053–1098) | Gita Wesseška (1053–1098) | Gita Wesseška (1053–1098) | Gita Wesseška (1053–1098) | Gita Wesseška (1053–1098) | Gita Wesseška (1053–1098) |                  |                  | Harold (1067–1098) | Harold (1067–1098) | Harold (1067–1098) | Harold (1067–1098) | Harold (1067–1098) | Harold (1067–1098) |                |                | Ulf (1066–po 1087) | Ulf (1066–po 1087) | Ulf (1066–po 1087) | Ulf (1066–po 1087) | Ulf (1066–po 1087)                                              | Ulf (1066–po 1087)                                              |                                                                 |                                                                 |                                                                 |                                                                 |